# Urszula Grabowska
Urszula Grabowska-Ochalik (ur. 27 czerwca 1976 w Myślenicach) – polska aktorka filmowa i teatralna. Członkini Polskiej Akademii Filmowej.
Laureatka Orła za główną rolę kobiecą w filmie Joanna. Odznaczona Brązowym Medalem „Zasłużony Kulturze Gloria Artis” (2015).

## Życiorys
Pochodzi z rodziny robotniczej; jej ojciec, Tadeusz Grabowski, był maszynistą w Hucie im. T. Sendzimira, a matka krawcową. Ma dwóch starszych braci. Jest technikiem krawiectwa. Przed rozpoczęciem kariery aktorskiej dorabiała jako fotomodelka i ekspedientka w sklepie odzieżowym.
W latach 1993–1999 występowała w kabarecie Marcina Dańca. W 2000 ukończyła studia na Wydziale Aktorskim PWST w Krakowie. Podczas studiów zadebiutowała jako aktorka w Teatrze Bagatela w Krakowie. Wystąpiła w spektaklu Barbary Sass Miesiąc na wsi, odgrywając rolę Wiery Aleksandrowny. W krakowskim Teatrze STU znana jest z roli Ofelii w Hamlecie.
Była nominowana do „Telekamer” 2008 i 2009 w kategorii aktorka. Za występ w filmie Feliksa Falka Joanna otrzymała Orła za rok 2010 w kategorii najlepsza główna rola kobieca oraz nagrodę za najlepszą rolę żeńską na 33. Międzynarodowym Festiwalu Filmowym w Moskwie.
Jest wykładowcą w Akademii Sztuk Teatralnych im. Stanisława Wyspiańskiego w Krakowie.

## Życie prywatne
Jej mężem jest aktor Adrian Ochalik, mają syna, Antoniego (ur. 2004).

## Teatr

### Teatr Bagatela
- „Miesiąc na wsi” (1998) – reż. B. Sass, jako Wiera Aleksandrowna
- „Epoka śmiechu” (1999) – reż. A. Sroka, jako Dziewczyna
- „Balladyna” (1999) – reż. A. Sroka, jako Goplana
- „Letnicy - opowieść” (2000) – reż. G. Castellanos, jako Olga Aleksiejewna
- „Trzy siostry” (2001) – reż. A. Domalik, jako Masza
- „Absolwent” (2001) – reż. P. Łazarkiewicz, jako Elaine Robinson
- „Tramwaj zwany pożądaniem” (2002) – reż. M. Meszaros, jako Stella
- „Skrzypek na dachu” (2003) – reż. J. Szurmiej, jako Chawa
- „Kolacja dla głupca” (2003) – reż. T. Obara, jako Marlene
- „Hulajgęba” (2004) – reż. W. Śmigasiewicz, jako Zosia
- „Push up 1-3” (2005) – reż. A. Majczak, jako Sabina i Patrycja
- „Hedda Gabler” (2006) – reż. D. Starczewski, jako pani Elvsted
- „Wesele by Czechow” (2006) – reż. A. Domalik, jako Anna Żmijowa
- „Otello” (2007) – reż. M. Sobociński, jako Desdemona
- „Seks nocy letniej” (2009) – reż. A. Majczak, jako Ariel
- „Woyzeck” (2009) – reż. A. Domalik, jako Maria
- „Między nami dobrze jest” (2011) – reż. A. Majczak, jako Edyta
- „Wujaszek Wania” (2011) – reż. W. Śmigasiewicz, jako Helena
- „Sprzedawcy gumek” (2012) – reż. A. Korytkowska-Mazur, jako Bela Berlo
- „Pokój na godziny” (2013) – reż. W. Śmigasiewicz, jako Zofia
- „Idiota” (2013) – reż.Norbert Rakowski, jako Nastasja Filipowna
- „Pod wulkanem” (2014) – reż. W. Śmigasiewicz, jako Yvonne
- „Lot nad kukułczym gniazdem” (2015) – reż. D. Wasserman, jako Siostra Ratched

### Teatr Scena STU
- „Hamlet” (2000) – reż. K. Jasiński, jako Ofelia
- „Biesy” (2007) – reż. K. Jasiński, jako Lizawieta Tuszyn
- „Body Art” (2014) – reż. Artur Baron Więcek, jako Lea
- „Tartuffe” (2022) – reż. Krzysztof Pluskota, jako pani Godzic[5]

### Teatr TV
- „O księciu Gotfrydzie, rycerzu gwiazdy wigilijnej” (1997) – reż. I. Mołodecki, jako Roksana
- „Usta Micka Jaggera” (1998) – reż. M. Kwieciński, jako Kasia
- „Niedobra miłość” (1999) – reż. A. Łapicki, jako Mania
- „Numery” (2000) – reż. A. Lipiec- Wróblewska, jako Wesna
- „Fantom” (2003) – reż. Ł. Barczyk, jako Dziewczyna
- „Komedia romantyczna” (2010) – reż. M. Gazda, jako Regina Stańczak
- „Czarnobyl – cztery dni w kwietniu” (2010) – reż. J. Dymek, jako Anka

## Filmografia
- 2000–2001: Miasteczko
- 2001: Przedwiośnie jako Karolina „Karusia” Szarłatowiczówna
- 2002: Przedwiośnie (serial) jako Karolina Szarłatowiczówna (odc. 4 i 5)
- 2003: Marcinelle jako Josiane Masson
- 2003: Psie serce jako Anna (odc. 10); napadnięta dziewczyna (odc. 20)
- 2003–2008: Glina jako pielęgniarka Agata Jeżewska
- 2004: Ono
- 2005–2007: Magda M. jako Marta Bartosik
- 2005–2008: Na dobre i na złe jako Patrycja Sambor
- 2005: Pensjonat pod Różą jako Marzena, narzeczona Andrzeja (odc. 96 i 97)
- 2007: Świadek koronny jako operatorka Iwona Filska
- 2007–2009: Tylko miłość jako Sylwia Sztern
- 2009: Miłość na wybiegu jako Marlena Brodzka, właścicielka agencji modelek
- 2010: Joanna jako Joanna Kurska
- 2010: Hotel 52 jako Renata Zabłocka (odc. 7)
- 2010: Chichot losu jako prokurator Dorota Makowska
- 2011: Instynkt jako dziennikarka (odc. 9)
- 2011–2012: Przepis na życie jako psycholog Dorota Kasini
- 2011: Bez tajemnic jako Magda Werner, matka Zosi (odc. 23 i 38)
- 2012: Syberiada polska jako Antonina Dolina
- 2013–2014: Na krawędzi jako Marta Sajno
- 2013: Prawo Agaty jako Ewa (odc. 31)
- 2013: Układ zamknięty jako Emilia Kostrzewa
- 2013: Komisarz Alex jako Katarzyna Mróz (odc. 45)
- 2015: Carte blanche jako nauczycielka Ewa
- 2015: Skazane jako Ewa Korman
- 2015: Prokurator  jako aktorka Emilia Burska (odc. 7)
- 2016: Kaprys losu jako Sylwia
- 2016: Wspomnienie lata jako Wisia, matka Piotrka
- 2017: Miłość w mieście ogrodów jako Marta Schlesier, żona Michała
- 2018: Młody Piłsudski jako Maria Piłsudska, matka Józefa
- 2019: Komisarz Alex jako Danuta Rostocka (odc. 159)
- 2019: Przyjaciółki jako sąsiadka Marianna
- 2019: Zasada przyjemności jako Wanda Broniszowa
- 2021–2023: Stulecie Winnych jako Ania Winna-Tarasiewicz
- 2021: Otwórz oczy jako sąsiadka, mama Janka (odc. 5)
- 2021–2023: Papiery na szczęście jako Renata
- 2022: Prawdziwe życie aniołów jako logopedka Ela
- 2024: Matylda jako Wanda Bilińska, matka Matyldy

## Nagrody
- Orzeł za najlepszą główną rolę kobiecą (2010) − za rolę Joanny w filmie Joanna